# Fiilsø
Fiilsø este o arie protejată (arie de protecție specială avifaunistică — SPA) din Danemarca întinsă pe o suprafață de 4.248 ha, integral pe uscat.

## Localizare
Centrul sitului Fiilsø este situat la coordonatele 55°41′53″N 8°13′57″E / 55.698056°N 8.2325°E.

## Înființare
Situl Fiilsø a fost declarat arie de protecție specială avifaunistică în mai 1983 pentru a proteja 15 specii de animale.

## Biodiversitate
Situată în ecoregiunea atlantică, aria protejată nu include niciun habitat protejat.
La baza desemnării sitului se află mai multe specii protejate de  păsări (15): rață sulițar (Anas acuta), gâscă cenușie (Anser anser), gâscă cu cioc scurt (Anser brachyrhynchus), buhai de baltă (Botaurus stellaris), caprimulg (Caprimulgus europaeus), Charadrius morinellus, erete de stuf (Circus aeruginosus), erete cenușiu (Circus pygargus), Cygnus columbianus bewickii, lebădă de iarnă (Cygnus cygnus), cocor (Grus grus), sfrâncioc roșiatic (Lanius collurio), ploier auriu (Pluvialis apricaria), cresteț pestriț (Porzana porzana), fluierar de mlaștină (Tringa glareola).